# Vallée de Preševo

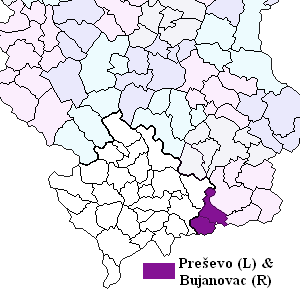
Bujanovac and Preševo, les deux municipalités constituant la vallée de Preševo

La vallée de Preševo (en serbe : Прешевска Долина et Preševska Dolina ; en albanais : Lugina e Preshevës) est une région géographique située au sud de la Serbie, dans la partie du pays communément appelée « Serbie centrale ». La région inclut les municipalités de Bujanovac et de Preševo, toutes deux frontalières du Kosovo.

## Géographie
Sur le plan géographique, la vallée de Preševo désigne la vallée tracée par la Južna Morava, de sa source dans le massif de la Skopska Crna Gora, non loin de Preševo jusqu'au rétrécissement de la vallée de Preševo, au niveau des gorges de la Grdelica. Elle fait partie de la route orientée nord-sud Morava-Vardar, qui traverse les Balkans, qui longe la Velika Morava, la Južna Morava et la Moravica.

## Démographie
Les municipalités de Bujanovac et de Preševo possèdent toutes deux un important peuplement d'origine albanaise.

## Histoire et politique